# Vlag van Sevenum

Vlag van de gemeente Sevenum
(1968-2010)

De vlag van Sevenum is op 30 augustus 1968 vastgesteld als de gemeentelijke vlag van de gemeente Sevenum in de Nederlandse provincie Limburg. Sinds 1 januari 2010 is de vlag niet langer als gemeentevlag in gebruik omdat de gemeente Sevenum toen opging in de gemeente Horst aan de Maas. De vlag kan als volgt worden beschreven:
Twee banen van gelijke hoogte in blauw en wit, de blauwe baan beladen met drie naast elkaar geplaatste pijlen in de richting van de broeking wijzende, de witte baan met drie blauwe lelies.
De kleuren en stukken zijn ontleend aan het gemeentewapen. De pijlen symboliseren de heilige Sebastiaan. Het ontwerp was van de Stichting voor Banistiek en Heraldiek.

## Verwante afbeelding

Wapen van Sevenum

Ambt Montfort 
· Amby 
· Arcen en Velden 
· Baexem 
· Beegden 
· Belfeld 
· Bemelen 
· Berg en Terblijt 
· Bocholtz 
· Born 
· Broekhuizen 
· Cadier en Keer 
· Echt 
· Eijsden 
· Elsloo 
· Eygelshoven 
· Geleen 
· Grathem 
· Grubbenvorst 
· Haelen 
· Heel 
· Heel en Panheel 
· Heer 
· Helden 
· Herten
· Heythuysen 
· Hoensbroek 
· Horn 
· Horst 
· Hulsberg 
· Hunsel 
· Kessel 
· Klimmen 
· Limbricht 
· Linne 
· Maasbracht 
· Maasbree 
· Margraten 
· Meerlo-Wanssum 
· Meijel 
· Melick en Herkenbosch 
· Montfort 
· Munstergeleen 
· Neer 
· Nieuwenhagen 
· Nieuwstadt 
· Nuth 
· Ohé en Laak 
· Onderbanken 
· Ottersum 
· Posterholt 
· Roggel 
· Roggel en Neer 
· Schaesberg 
· Schinnen 
· Sevenum 
· Sint Odiliënberg 
· Sittard 
· Stevensweert 
· Stramproy 
· Susteren 
· Swalmen 
· Tegelen 
· Thorn 
· Ubach over Worms 
· Ulestraten 
· Urmond 
· Valkenburg-Houthem 
· Vlodrop 
· Wessem 
· Wittem